# Loma del Limón (Perú)
Loma del Limón es un caserío peruano ubicado en el distrito de Montero, perteneciente a la provincia de Ayabaca del departamento de Piura, al norte del Perú. 

## Ubicación
Loma del Limón se ubica al norte de la provincia de Ayabaca, en el distrito de Montero, en el departamento de Piura.

## Demografía
En 2017 Loma del Limón tenía una población de 85 habitantes.